# Adame Ba Konaré
Adame Ba Konaré (sinh 1 tháng 5 năm 1947 ở Segu, Mali) là một nhà sử học người Mali và là nhà văn đã kết hôn với Alpha Oumar Konaré, cựu Tổng thống Mali. Bà là nhà hoạt động tích cực cho trẻ sơ sinh và người tị nạn.

## Cuộc đời
Adame Ba Konaré sinh ra ở Ségou ngày 1 tháng 5 năm 1947 trong gia đình với cha là Marmadou Ba, một nha sĩ và vợ Kadiatou Thiam. Cha mẹ bà đến từ một gia đình Fula. Bà đã theo học cấp bậc giáo dục cao nhất, École Normale Supérieure tại Bamako, cùng với người chồng tương lai của cô, Alpha Oumar Konaré. Họ kết hôn vào ngày 15 tháng 9 năm 1971. Người chồng mới của bà được thuê làm giáo viên trung học nhưng ông được gửi đến Đại học Warsaw để thực hiện nghiên cứu tiến sĩ. Cả hai đều có bằng tiến sĩ lịch sử năm 1976. Bà trở về Mali và trở thành giáo sư lịch sử tại alma mata của mình ở Bamako.
Konaré và người phối ngẫu của bà đã làm việc cùng nhau trong một số dự án. Họ đã xuất bản một cuốn sách cùng nhau vào năm 1983 được gọi là Grande Dates Du Mali và cả hai đều làm việc cho sự nghiệp dân chủ dưới thời tổng thống của Moussa Traore, người cai trị nhà nước độc đảng của Mali cho đến năm 1991. Trong thời gian đó họ đã tạo ra một nhà xuất bản Jamana và một tờ nhật báo Les Echos và một đảng chính trị được gọi là ADema-PAS. Năm 1991, tổng thống bị phế truất và trong các cuộc bầu cử sau đây, chồng bà đã được bầu một cách dân chủ.
Konaré đã viết nhiều loại sách, từ tiểu sử (về Sunni Ali Ber) đến triết học (L'Os de la parole) và thậm chí là tiểu thuyết (Quand l'ail se frotte a l'encens), cốt truyện tập trung vào khoảng cách xã hội trong một xã hội hư cấu tương tự như xã hội Mali. Đối với cuốn sách này, phong cách của bà đã được so sánh với các tác phẩm của Pháp Emile Zola và Victor Hugo.
Mặc dù chính thức nghỉ hưu, bà thường được mời tham dự các hội nghị về Lịch sử châu Phi. Ngoài công việc ở học viện, Adam Ba Konare còn là một nhà nữ quyền thẳng thắn và là người sáng lập một trong số ít bảo tàng phụ nữ ở Châu Phi. Bảo tàng được bắt đầu vào năm 1987 sau khi xuất bản cuốn sách của Konaré The Dictionary of Famous Women of Mali. Bảo tàng, Muso Kunda, được tài trợ bởi Konaré.
Gần đây, bà đã tham gia vào một dự án quảng bá Lịch sử châu Phi, sau bài phát biểu của tổng thống Pháp Nicolas Sarkozy ở Dakar. Phong trào nhằm viết về lịch sử của châu Phi, bảo vệ di sản châu Phi và các nền văn minh trong quá khứ. Là một nhà sử học, Adam Ba Konare không đồng ý với bài phát biểu của Sarkozy và mời các nhà sử học, trí thức và tất cả bạn bè người châu Phi tham gia để viết bài phản bác bài phát biểu của Sarkozy nhằm tố cáo "các cuộc tấn công vào ký ức châu Phi".